# Ифика Иерополитика

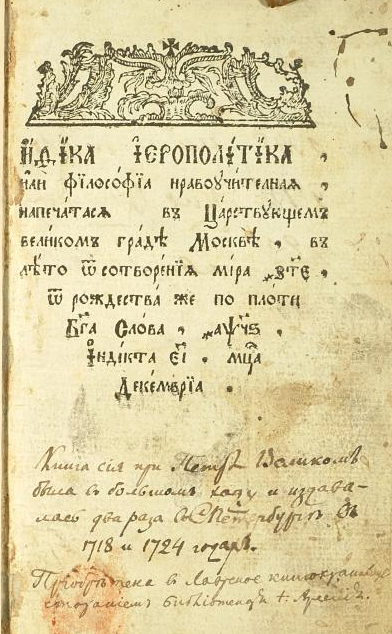
Ифика Иерополитика 1796 года издания

И́фика Иерополи́тика или́ филосо́фиа нравоучи́тельная си́мволами и присподобле́нии изъяснена́ к наставле́нию и по́льзе ю́ным — философско-богословское сочинение на церковнославянском языке, изданное в типографии Киево-Печерской лавры в городе Киеве в 1712 году.
Первая часть названия книги «Ифика Иерополитика» — это два неологизма, образованных транслитерацией древнегреческих слов: греч. ἠθικός — «касающийся нравственности, этический» + греч. ἱερός — «великий, священный» + греч. πολῑτική — «государственная деятельность, политика». Книга представляет собой сборник поучений о добродетели. Автор книги неизвестен. В четверостишии «К читателю» сказано: «Не совершив книжицы, автор преставился». В книге помещено посвящение гетману И. И. Скоропадскому, написанное архимандритом Киево-Печерской лавры Афанасием (Миславским). Митрополит Евгений и архиепископ Филарет считали его автором книги. П. П. Пекарский был в этом не уверен.

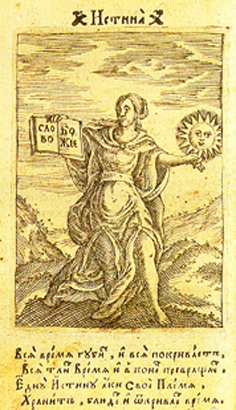
Гравюра Никодима Зубрицкого в книге Ифика Иерополитика 1712 года.

В тексте книги помещены 67 аллегорических гравюр на меди, на второй из них стоит монограмма «NZ», таким образом подписывал свои работы Никодим Зубрицкий. По всей видимости, ему принадлежат все гравюры издания. Каждая гравюра снабжена пояснительной подписью, большая часть которых написана в виде четверостиший.
Книга по содержанию это нравственные поучения, она состоит из небольших частей, каждая часть имеет заголовок: «О чине любве к Богу», «О надежде или уповании», «О заповедях Господних», «О почитании родителей», «О любви к чадом», «О долге сыновнем», «О подчинении власти», и т. п. В каждом поучении приводятся примеры как из Священного Писания, так из истории, соответствующего содержания. Книга изучалась Т. А. Быковой и М. М. Гуревичем при составлении каталога изданий петровского времени. Вот как они описали её содержание:
Первые поучения говорят о неопытности юности и возможных колебаниях в добродетели, например: «Слепота юных», «Путь двойственный», «Совет злобы и добродетели». Дальнейшие поучения посвящены преимущественно проявлению добродетели: вере, надежде, любви, почитанию родителей, молчанию, истине, терпению, кротости, бодрости, воздержанию, щедрости; несколько поучений говорят о дружбе, некоторые поучения говорят о зле — корысти, пьянстве, сребролюбии, зависти, суете…
Книгу несколько раз переиздавали в XVIII веке в Петербурге, Москве, Львове и Вене. В первом петербургском издании 1718 г. опущено посвящение гетману Скоропадскому, но основное содержание осталось прежним. Гравюры для петербургского издания скопированы с киевского, некоторые зеркально. Изображения гравировались в мастерской Питера Пикарта (1668—1737), голландского мастера, работавшего в Санкт-Петербургской типографии. Кроме подписи самого Пикарта, на гравюрах к изданию встречается подпись Ивана Мякишева.